# Minidoka (Idaho)
Minidoka – miasto w Stanach Zjednoczonych, w stanie Idaho, w hrabstwie Minidoka. Jedna z najmniejszych (90 osób w 2023 r.) miejscowości stanu Idaho.